# Хирокава (Фукуока)
Хирокава (яп. 広川町 Хирокава-мати) — посёлок в Японии, находящийся в уезде Яме префектуры Фукуока. Площадь посёлка составляет 37,91 км², население — 20 108 человек (1 августа 2014), плотность населения — 530,41 чел./км².

## Географическое положение
Посёлок расположен на острове Кюсю в префектуре Фукуока региона Кюсю. С ним граничат города Куруме, Тикуго, Яме.

## Население
Население посёлка составляет 20 108 человек (1 августа 2014), а плотность — 530,41 чел./км². Изменение численности населения с 1980 по 2005 годы:
| 1980 | 17 154 чел. |  |
| 1985 | 17 740 чел. |  |
| 1990 | 18 629 чел. |  |
| 1995 | 19 437 чел. |  |
| 2000 | 19 779 чел. |  |
| 2005 | 20 248 чел. |  |

## Символика
Деревом посёлка считается гинкго, цветком — хризантема.